# بوم خسوس (سانتا کاتارینا)
بوم خسوس (به پرتغالی: Bom Jesus) یک منطقهٔ مسکونی در برزیل است که در سانتا کاتارینا واقع شده‌است. بوم خسوس ۳٬۰۵۷ نفر جمعیت دارد.